# Deutsches Meisterschaftsrudern 1958
Das 69. Deutsche Meisterschaftsrudern wurde 1958 in Duisburg ausgetragen. Insgesamt wurden Medaillen in 15 Bootsklassen vergeben. Davon 11 bei den Männern und 4 bei den Frauen.

## Medaillengewinner

### Männer
| Bootsklasse                           | Gold | Silber | Bronze |
| ------------------------------------- | --- | --- | --- |
| Einer                                 | Klaus von Fersen (RC Germania Düsseldorf) | Just Jahn (Akademischer RC Würzburg) | Jörg Schmidt (Bremer RV von 1882) |
| Doppelzweier                          | Berliner RC Thomas Schneider Friedrich-Wilhelm Sidow | Akademischer RC Würzburg Just Jahn Wolfgang Kort | Rgm. RC Germania Düsseldorf / Neusser RV Franz Fleuster Klaus von Fersen                                                                                                   |
| Zweier ohne Steuermann                | RC Germania Düsseldorf Gerd Cintl Horst Effertz | Deutscher RC von 1884 Martin Stolz Adolf Nottrodt | ARV Angaria Hannover Jürgen Hempel Peter Plica |
| Zweier mit Steuermann                 | RC Germania Düsseldorf Gerd Cintl Horst Effertz Michael Obst (Stm.) | RC Marl 1948 Klaus Riekemann Hans-Joachim Berendes Hans-Dieter Maier (Stm.) | ATV Ditmarsia Kiel Kraft Schepke Karl-Heinz Hopp Karl Wiepcke (Stm.) |
| Vierer ohne Steuermann                | Rgm. ATV Ditmarsia Kiel / Ratzeburger RC Karl-Heinz Hopp Manfred Rulffs Kraft Schepke Hans Lenk                                                                          | Neusser RV Werner Fleuster Hubert Schildhauer Victor Hendrix Manfred Kluth | Hannoverscher RC von 1880 Detlef Siemers Heinz Reineke Ulrich Powitz Udo Reineke                                                                                           |
| Vierer mit Steuermann                 | Bremer RC Hansa Georg Niermann Friedrich Arfmann Heinz Kollmann Albrecht Wehselau Gerd Jürgenbehring (Stm.)                                                              | Gießener RG 1877 / Frankfurter RG Germania 1869 Kurt Herr Rolf Beck Hans-Wilhelm Loh Walter Kühn Peter Renger (Stm.)                                                                        | RG Wiesbaden-Biebrich 1888 Gerd Klein Helmut Heinhold Hans König Horst Arndt Rainer Borkowsky (Stm.)                                                                       |
| Achter                                | Ratzeburger RC Wolf Wulf Hans Lenk Walter Schröder Jens Hinzpeter Peter Bohn Bernd Kruse Ingo Kliefoth Manfred Rulffs Willi Padge (Stm.)                                 | Rgm. RK am Baldeneysee / ETuF Essen Karl Kleine-Brockhoff Carlheinz Hoffmann Jürgen Heidgen Horst Stobbe Gunther Kaschlun Dieter Güniker Peter Gickler Jürgen Litz Karlfried Altmann (Stm.) | RG Wiesbaden-Biebrich 1888 Jürgen Klein Hans König Jürgen Kühn Kurt Heidenreich Dieter Schwingeler Klaus Richter Helmut Heinhold Horst Arndt Rainer Borkowsky (Stm.)       |
| Leichtgewichts-Einer                  | Rudolf Lüneburg (Lübecker RK) | Klaus Laudin (WSV Godesberg) | Frank-Ulrich Piasecki (ARV Angaria Hannover) |
| Leichtgewichts-Vierer ohne Steuermann | Frankfurter RG Germania 1869 Werner Moese Egon Schack Jürgen Bruder Johannes Winckler                                                                                    | Düsseldorfer RV 1880 Udo Schubach Alfred Brischewski Claus Collet Georg Kersting | Bremerhavener RV von 1889 Hans Weerts Karl-Gerhard Harms Bernd Walischewski Hermann Solbrig                                                                                |
| Leichtgewichts-Vierer mit Steuermann  | Düsseldorfer RV 1880 Udo Schubach Alfred Brischewski Claus Collet Georg Kersting Winfried Höhne (Stm.)                                                                   | Bremerhavener RV von 1889 Hans Weerts Karl-Gerhard Harms Bernd Walischewski Hermann Solbrig Gerd Bornemann (Stm.)                                                                           | RV Friedrichshafen Karlheinz Thiele Klaus Bjick Bernhard Stumpp Manfred Strauch Erhard Küter (Stm.)                                                                        |
| Leichtgewichts-Achter                 | Hannoverscher RC von 1880 Peter Gregor Günter Hanke Detlef Hennecke Günter Knorr Jürgen Kötter Klaus Mewes Jürgen Thoms Ludwig von Tschirschnitz Franz-Otto Noack (Stm.) | Berliner RC Helmut Bartram Bernd Radau Klaus Jaensch Gunter Felshart Hans-Jürgen Clasen Detlef Raatz Ulrich Fröhlich Klaus Felshart Heinz-Dieter Schäfer (Stm.)                             | Frankfurter RG Germania 1869 Fritz-Ulrich Strohmeyer Hans Niederée Wolfgang Käberle Ingo Ludwig Werner Moese Egon Schack Jürgen Bruder Johannes Winckler Götz Krohn (Stm.) |

### Frauen
| Bootsklasse                             | Gold | Silber | Bronze |
| --------------------------------------- | --- | --- | --- |
| Einer                                   | Ursula Vogt (RuTG Wesel)                                                                                   | Inge Hoppe (RG Wiesbaden-Biebrich 1888)                                                                                   | Keine weiteren Athletinnen am Start.                                                                                |
| Doppelzweier                            | Duisburger RV Ingrid Scholz Anna Horneff                                                                   | Keine weiteren Boote am Start.                                                                                            | Keine weiteren Boote am Start.                                                                                      |
| Doppelvierer mit Steuerfrau             | Bremer RV von 1882 Lore Emigholz Heide Koerth Karin Doevenspeck Ellen Blank Inge Seebohm (Stf.)            | Rgm. RV Siemens Berlin / Berliner RG Gisela Neustedt Christel Happ Ingrid Römpke Ursula Helmuthäuser Marianne Böhm (Stf.) | Rgm. Frauen-RC Wannsee / RC Tegel 1886 Renate Penhauer Ingrid Speer Helga Tietz Hannelore Hilz Gisela Scholz (Stf.) |
| Doppelvierer Stilrundern mit Steuerfrau | Regensburger RV von 1898 Christl Lehnert Hildegard Stadler Heidi Lehnert Liesel Seitz Alice Nicolai (Stf.) | Rgm. RV Siemens Berlin / Berliner RG Gisela Neustedt Christel Happ Ingrid Römpke Ursula Helmuthäuser Marianne Böhm (Stf.) | Karlsruher RV Wiking Ingrid Scheyer Inge Müller-Kölbl Ursula Thumulka Ingeborg Schumann Thekla Köhler (Stf.)        |